# Epigrafika

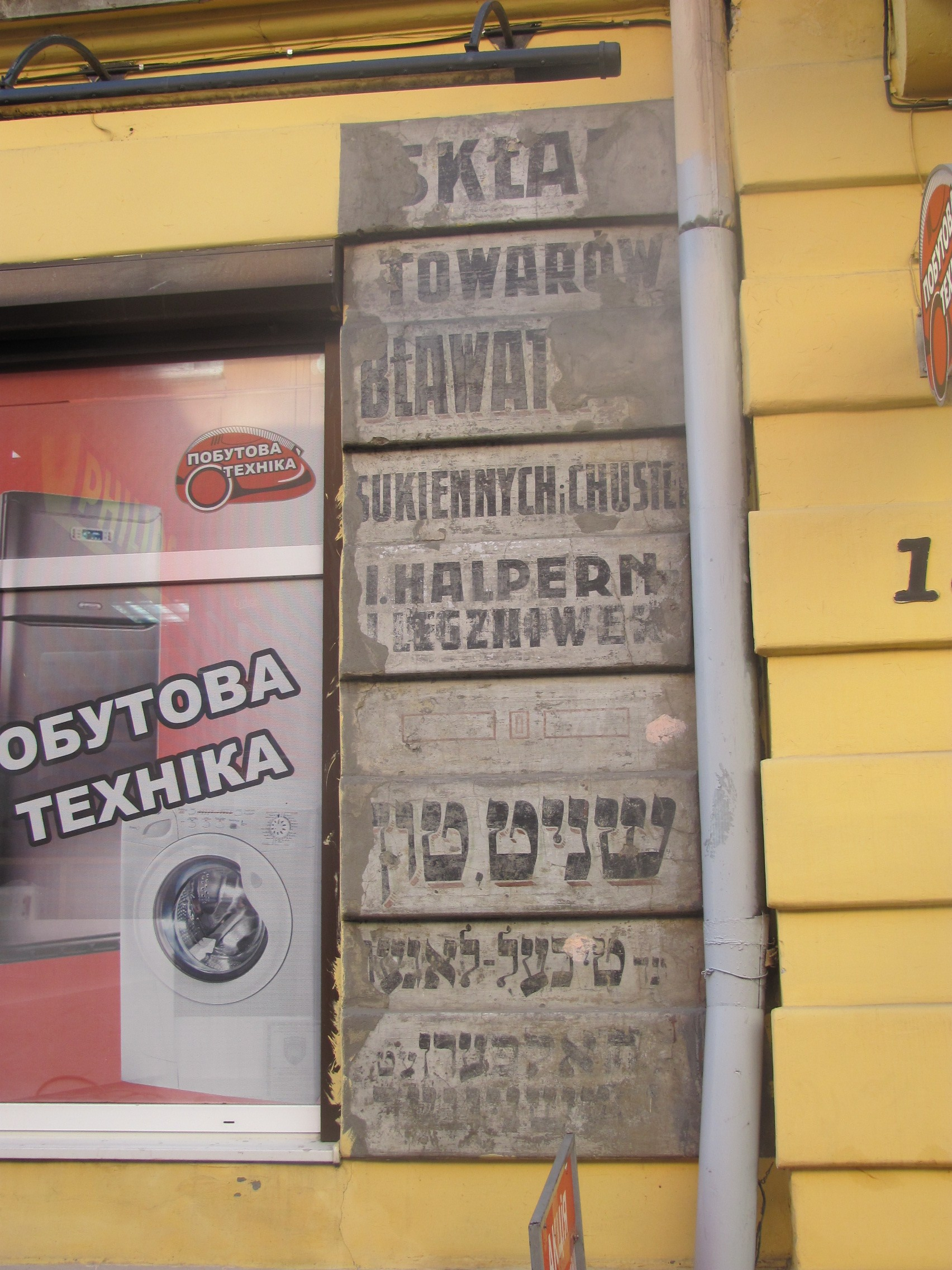
Polski epigraf reklamowy we Lwowie

Epigrafika (gr. epigraphḗ = napis) – dyscyplina badawcza polegająca na zbieraniu, analizowaniu i publikowaniu napisów (epigrafów) wykonanych na materiale twardym (kamieniu, metalu, drewnie itp.). Bywa zaliczana do nauk pomocniczych historii. Jest dzielona według języków i typów pisma, za pomocą których napisy zostały wykonane. Epigrafika wspomaga badanie geografii dialektów, zmian językowych, ale także i stopnia znajomości pisma w danej populacji.
Epigrafika jako nauka zaczęła się rozwijać w XVI wieku. Do znanych specjalistów należeli Georg Fabricius (1516–1571), August Wilhelm Zumpt (1815–1877), Theodor Mommsen (1817–1903), Emil Hübner (1834–1901), Franz Cumont (1868–1947), Silvio Panciera (1933–2016).
Wśród współczesnych badań polskiej epigrafiki można wyróżnić pracę Lwów po polsku Kseniji Borodin i Iwanny Honak.